# Tour Prémol

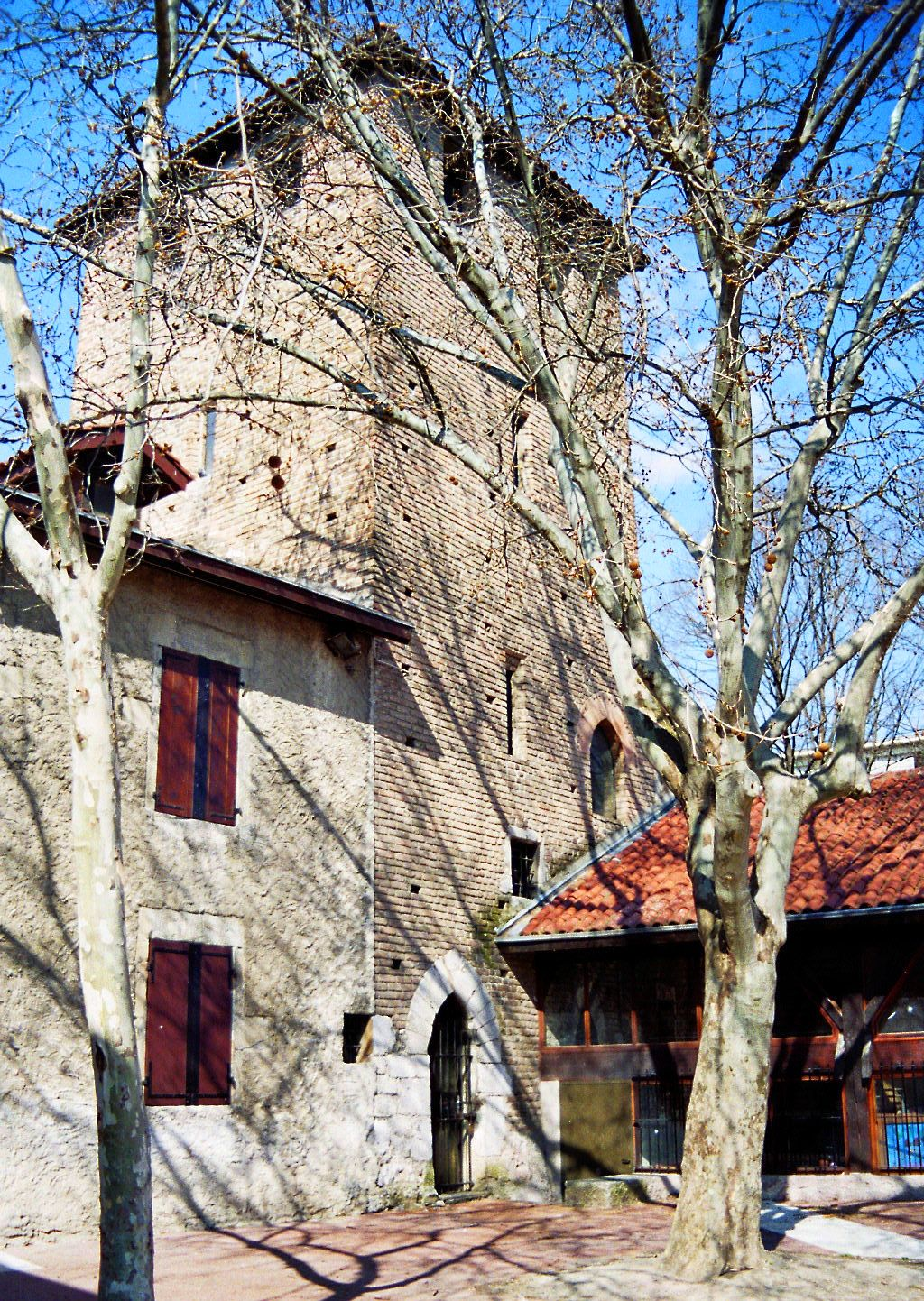
Façade est

La Tour Prémol est un édifice situé dans le quartier du village olympique de Grenoble. Il s'agit d'une tour carrée en briques qui faisait partie d'une maison forte. 

## Historique

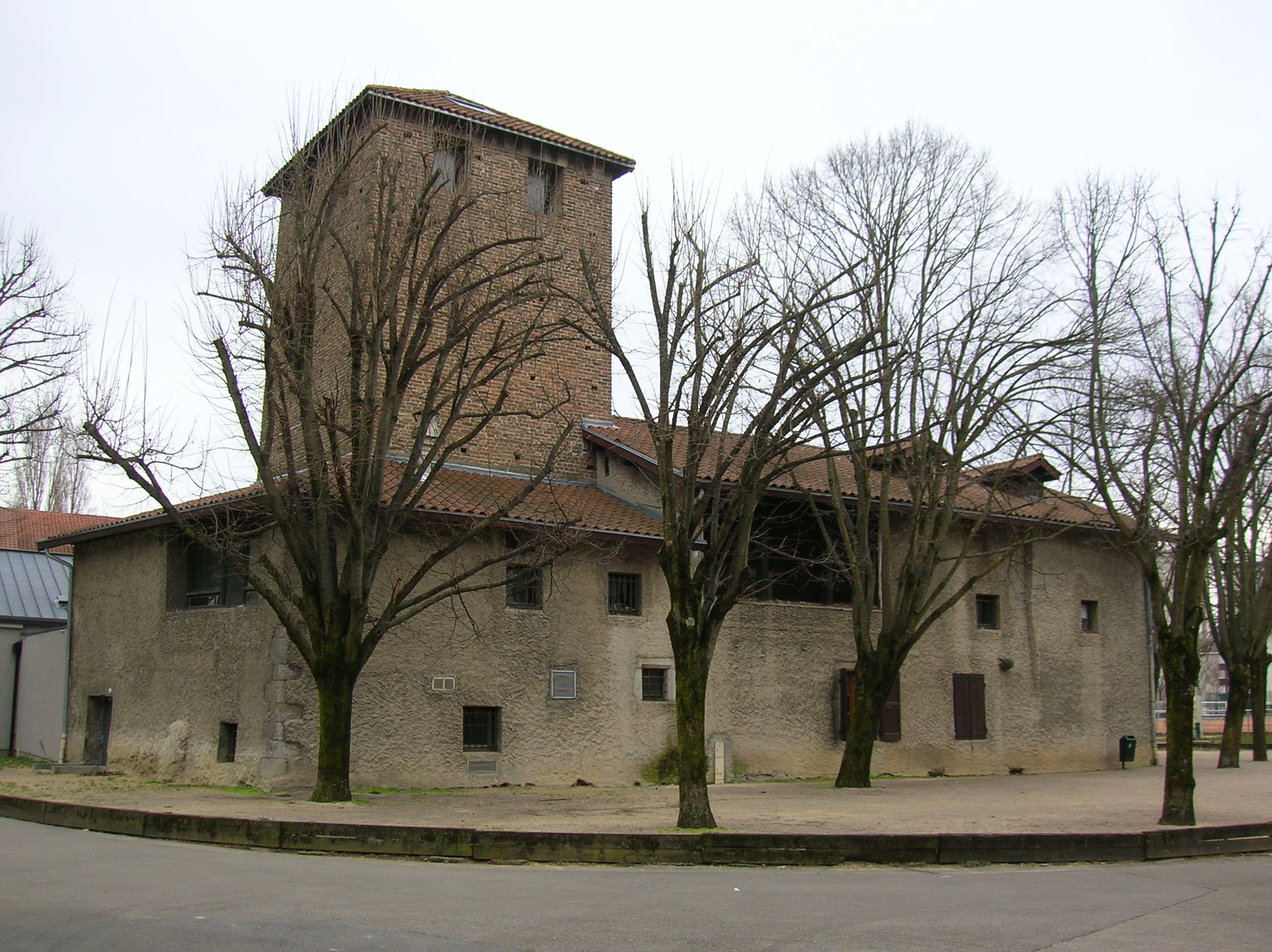
Vue d'ensemble

La tour est datée de 1350. Son état de conservation est très bon.
Également connue sous le nom de ferme de Vaulnaveys, du nom de son premier propriétaire Guigues de Vaulnaveys, elle prend son nom actuel après avoir été rachetée par des religieuses de la Chartreuse de Prémol.
La tour de Prémol appartient actuellement à la commune de Grenoble et accueille la maison de l'enfance Prémol, gérée par une association locale.